# 谷村計介
谷村 計介（たにむら けいすけ、1853年3月22日（嘉永6年2月13日） - 1877年（明治10年）3月4日）は、日本の陸軍軍人である。最終階級は伍長。幼名は諸次郎。

## 概要
嘉永6年（1853年）2月13日、日向国諸県郡倉岡村（現宮崎県宮崎市）の郷士坂本利右衛門、ウメの次男として生まれる。生後三カ月で母ウメが急死。しばらく近所の間でたらい回しにされたが、最終的に当時九歳だった姉のワサが親代わりとなり、一里も離れたところへ計介を抱いて「もらい乳」に出かけたり、重湯を飲ませたりして育てた。
4歳の時、谷村平兵衛の養子となるが、平兵衛は1821年（文政4年）に死亡していたため形のみの縁組であり、その後も実家で育てられた。
6歳になった諸次郎は、陶山謙斎のもとで読書と書道を習い、その後、寺子屋式で約二年加藤担斎に師事。剣術は石川与左衛門と田中六左衛門に就いて示現流を、槍は緒方七郎左衛門、弓は佐竹太郎左衛門、馬術は川口祐衛門の子強衛門から、それぞれ手ほどきを受けたが、いずれも免状を受ける域には達しなかった。
15歳のとき、元服して名を計介と改めた。
1869年（明治2年）1月2日、わさの夫・加藤利易とともに立志してひそかに郷里を出、鹿児島の園田塾に入門しようとするも、番所抜けの罪で捕らえられ郷里に送還される。
翌1870年（明治3年）、父兄の諒解を得て通関手形も取得し、晴れて園田塾に入門。翌年、従姉妹の丸菅源五衛門の長女トヨと結婚し、のちに一女をもうけるが、わずか生後四十二日目にして顔も見ぬまま夭折してしまう。
1872年（明治5年）2月7日、軍に入隊。当初は鎮西鎮台鹿児島分営に入り、7月に熊本鎮台本営に異動する。翌年6月一等卒を拝命。1874年（明治7年）、佐賀の乱に出征。単身先行し渡船を調達して、窮地に陥った部隊を救った。
この功績が認められ、6月、陸軍伍長に昇進。また台湾出兵で従軍。
1875年（明治8年）3月10日、熊本鎮台にあった第十一、第十三、第十九の各大隊が一斉に解隊され、新たに歩兵第13連隊、同歩兵第14連隊が編成された。谷村は1876年（明治9年）2月、歩兵第14連隊に編入され、小倉に在営することとなった。
10月、神風連の乱で熊本に使され、14連隊に派遣されていた鎮台衛戍本部・大迫尚敏大尉の護衛をつとめた。これらの戦功から乃木希典連隊長の推薦で（後述）、12月に熊本歩兵第13連隊第一大隊第二中隊に転属した。
在営中、西南戦争が勃発し、熊本城は薩摩軍に包囲された。2月22日に戦闘が始まって以来、外部との通信の術は全て断ち切られていた。熊本鎮台司令長官・谷干城は、本部に密使を派遣する事にした。
まず、会計部囚獄課監獄宍戸正輝を派遣し、続いて布田直紀、古堂秀雄の二人が連絡に脱出した。しかし布田、古堂は道中捕まり、惨殺される。これを知った谷は、直ちに宍戸に続く第二の使者を送り出すことにした。
2月25日、篭城戦で城の南西面法華坂上の陣にあった谷村計介は司令部に呼び出され、連隊長心得川上操六少佐の説得を受けた。腹を決めた谷村は谷の元へ向かい、密使として脱出することになった。当時の状況を谷は以下の様に記している。
2月26日午前1時、谷村は鍋炭を全身に塗り、つづれ股引をはき、縞のはんてんに縄帯をしめて百姓姿に変装。夜陰に及んで城を出た。本妙寺の裏山に出て、途中、捕縛されたが脱走。27日にも吉次峠で佐々友房の隊に捕らえられたが、4日後に脱走。
3月2日午後、万難を排してようやく高瀬の第1旅団本部に達するも、今度は薩軍の密偵と疑われ捕縛。幸いにも、佐賀の乱の時に上官だった旅団参謀山脇大尉によって嫌疑が晴れ、司令長官・野津鎮雄少将に城内の状況を報告。援軍の確保に成功した。
こうして官軍の勝利に貢献した谷村だったが、それからわずか2日後の3月4日、田原坂の戦いにて戦死した。享年23。
明治15年（1882年）、谷干城自身の発案で谷村計介の紀功碑を建立することとなり、翌1883年（明治16年）3月2日、靖国神社境内に建立された。これを機に谷村の功績を再評価する声が高まり、1924年（大正13年）2月11日には、東宮裕仁と久邇宮良子との婚儀を祝して従五位が贈られた。また、谷村の功績は忠君愛国として第一期国定教科書に載り、広く国民に親しまれた。同内容は1932年（昭和7年）まで掲載された。尋常小学校3年の唱歌も1905年（明治38年）に作詞、作曲された。

## 年譜
- 1872年（明治5年）
  - 2月7日 - 鎮西鎮台鹿児島分営3番小隊に入営。
  - 7月 - 熊本鎮台本営第12大隊6番小隊に異動
- 1873年（明治6年）
  - 4月 - 対馬に派遣
  - 6月 - 一等卒に昇進
  - 7月 - 第11大隊7番小隊に異動
  - 8月 - 第3中隊に異動。熊本本営に戻る
- 1874年（明治7年）
  - 2月3日 - 佐賀の乱に出征。所属は左半大隊（指揮官：和田勇馬大尉）
  - 6月28日 - 陸軍伍長に昇進
- 1876年（明治9年）
  - 2月 - 歩兵第14連隊に編入
  - 10月24日 - 鎮台衛戍本部大迫尚敏大尉の護衛に従事
  - 12月24日 - 第13連隊第1大隊第2中隊に異動
- 1877年（明治10年）
  - 2月26日 - 熊本城脱出。
  - 3月2日 - 第1旅団本部に到着。
  - 3月4日 - 田原坂の戦いにて伝令として従事し戦死。享年23。

## 親族
- 兄・祐光：薩軍に参加。1877年5月29日、肥後人吉付近中神村の戦闘で戦死（享年36）。
- 姉・わさ：加藤利易と結婚。加藤も薩軍に参加し、日向宮崎郡瓜生野村の戦闘で負傷。同年夏死亡（享年32）。
- 妻・トヨ：翌1878年（明治11年）1月、利右衛門の計らいで離縁し、実家の丸菅家へ帰した。
- 養嗣子・谷村定規（佐竹義篤二男、のち陸軍少将）

## エピソード
- 当時、宮崎は薩摩の勢力が強く、薩軍側参加者は県内で約6800人、一方官軍側には谷村を含めわずか30名前後だった。また、谷村の故郷である糸原地区だけでも官軍に入隊したのは谷村を含めてわずか二名だったのに対し、薩軍に加わった者は六十二名もいた。そのため、残された家族は周囲から冷遇されていたという[2]。父利右衛門は1880年（明治13年）2月、戦死賜金を受領しようと鹿児島県庁に向かった所、何者かによって暗殺された。
- 前述の通り実兄、姉婿も薩軍に加わっていたことから、谷村は除隊願いを出したが、許可されなかった[2]。
- 途中、本妙寺で薩軍に捕らえられるものの、幸い護送の人手が無く、敵兵は歩哨任務を離れられなかったため、谷村を縄で木に縛り付けてその場に置くしかなかった。谷村は爪で縄を少しずつ切り、隙を見て逃亡。翌27日、佐々友房が守る吉次峠（現玉東町）で薩軍兵士・安田義虎に捕らえられた。佐々の前に引き出された谷村は、肌着のシャツのボタンを手首に止め、ふるえながら「自分は小倉のもので、家に老母一人を残しており、自分が死ねば母が苦しむだろうと思って脱走した途中である。どうか命だけは助けて欲しい。」と哀願した。特に問題ないだろうと判断した佐々は、お咎めなしで谷村を食料運びに従事させた。4,5日後、谷村は隙を見て脱出したが、兵士たちは、おおかた嫌で逃げたのだろう、と気にかけることもなかった。戦後、谷からその事実を明かされた佐々は「あの男がよくもそんな大義を抱いていたものだなぁ」と感嘆したという[3]。

## 関連史跡
- 熊本城天守閣入口に銅像が立てられている。戦前は今の行幸橋付近にあったが、大戦中に金属供出で撤去。現在の銅像は1998年（平成10年）2月に復元されたもので、熊本中央ライオンズクラブから市に寄贈された[4]作者は江藤望。なお、初代は援軍連絡の功績を意識し百姓姿であったが、現2代目は軍服姿である。
- 宮崎の倉岡城跡には胸像があり、こちらも軍服姿。建立は1978年（昭和53年）3月26日。
- 宮崎神宮一の鳥居にも1926年（大正15年）に銅像が建てられたが、金属供出で撤去。復元されず。
- 旧宅跡は1933年（昭和8年）12月5日に県指定史跡となった。